# Dar'ja Piščal'nikova
Dar'ja Vital'evna Piščal'nikova (in russo Дарья Витальевна Пищальникова?; Astrachan', 19 luglio 1985) è una discobola russa.
Campionessa europea nel 2006, ha un primato personale di 65,55 metri. È sorella del discobolo Bogdan Piščal'nikov.

## Biografia
Ha subito una squalifica per doping di 2 anni e 9 mesi: dal 31 luglio 2008 al 30 aprile 2011.
Inoltre tutti i suoi risultati dal 10 aprile 2007 in poi sono stati annullati e quindi ha dovuto riconsegnare i due argenti vinti ai campionati mondiali di Osaka e ai campionati europei under 23 di Debrecen.
L'8 novembre 2012 viene trovata nuovamente positiva ad un test antidoping, risalente al 20 maggio, all'oxandrolone, uno steroide anabolizzante.
Il 30 aprile 2013 la Federazione russa di atletica leggera ha reso nota la squalifica dell'atleta per un periodo di 10 anni e sono stati annullati tutti i suoi risultati dal maggio 2012 compreso il secondo posto ai Giochi olimpici di Londra e il primato personale a 70,69 metri.

## Palmarès
| Anno | Manifestazione    | Sede     | Evento           | Risultato | Misura  | Note                          |
| ---- | ----------------- | -------- | ---------------- | --------- | ------- | ----------------------------- |
| 2001 | Mondiali allievi  | Debrecen | Lancio del disco | Argento   | 49,37 m |                               |
| 2002 | Mondiali juniores | Kingston | Lancio del disco | 8ª        | 51,98 m |                               |
| 2003 | Europei juniores  | Tampere  | Lancio del disco | Bronzo    | 52,39 m |                               |
| 2004 | Mondiali juniores | Grosseto | Lancio del disco | Argento   | 57,37 m |                               |
| 2005 | Europei under 23  | Erfurt   | Lancio del disco | Argento   | 59,45 m |                               |
| 2005 | Universiadi       | Smirne   | Lancio del disco | 6ª        | 57,52 m |                               |
| 2006 | Europei           | Göteborg | Lancio del disco | Oro       | 65,55 m | Miglior prestazione personale |
| 2007 | Europei under 23  | Debrecen | Lancio del disco | dq        | dq      |                               |
| 2007 | Mondiali          | Osaka    | Lancio del disco | dq        | dq      |                               |
| 2011 | Mondiali          | Taegu    | Lancio del disco | dq        | dq      |                               |
| 2012 | Giochi olimpici   | Londra   | Lancio del disco | dq        | dq      |                               |

## Altre competizioni internazionali
2006
- Coppa Europa di atletica leggera ( Malaga)